# Павел Давидович
Павел Давидович (пол. Paweł Dawidowicz, нар. 20 травня 1995, Ольштин) — польський футболіст, опорний півзахисник, захисник «Верони». Гравець національної збірної Польщі.

## Клубна кар'єра
Народився 20 травня 1995 року в місті Ольштин. Вихованець футбольної школи клубу «Лехія» (Гданськ). Дорослу футбольну кар'єру розпочав 2012 року в основній команді того ж клубу, в якій провів два сезони, взявши участь у 34 матчах чемпіонату. 
20 травня 2014 року уклав п'ятирічний контракт з лісабонською «Бенфікою». Наступні два роки провів виступаючи за другу команду клубу.
2016 року, так й не дебютувавши за «основу» лісабонського клубу, змінив другу португальську лігу на другу Бундеслігу, ставши гравцем «Бохума», за який відіграв один сезон.
У 2017 році перейшов до «Палермо» і наступний сезон провів вже у другій італійській лізі.
Влітку 2018 став гравцем іншої італійської команди, «Верони», якій допоміг вже у першому ж сезоні підвищитися в класі до Серії A.

## Виступи за збірні
2013 року провів 7 матчів у складі юнацьких збірних Польщі (U18 і U19).
З 2014 року залучається до складу молодіжної збірної Польщі.
2015 року дебютував в офіційних матчах у складі національної збірної Польщі. У травні 2016 був включений до попередньої розширеної заявки збірної для участі у фінальній частині чемпіонату Європи 2016 року.

## Статистика виступів

### Статистика клубних виступів
Станом на 25 серпня 2019 року
| Сезон                 | Команда               | Чемпіонат             | Чемпіонат | Чемпіонат | Національний кубок | Національний кубок | Національний кубок | Континентальні кубки | Континентальні кубки | Континентальні кубки | Інші змагання | Інші змагання | Інші змагання | Усього | Усього |
| Сезон                 | Команда               | Ліга                  | Ігор      | Голів     | Ліга               | Ігор               | Голів              | Ліга                 | Ігор                 | Голів                | Ліга          | Ігор          | Голів         | Ігор   | Голів  |
| --------------------- | --------------------- | --------------------- | --------- | --------- | ------------------ | ------------------ | ------------------ | -------------------- | -------------------- | -------------------- | ------------- | ------------- | ------------- | ------ | ------ |
| 2012–13               | «Лехія» (Гданськ)     | ЕК                    | 2         | 0         | КП                 | 0                  | 0                  | -                    | -                    | -                    | -             | -             | -             | 2      | 0      |
| 2013–14               | «Лехія» (Гданськ)     | ЕК                    | 32        | 1         | КП                 | 2                  | 0                  | -                    | -                    | -                    | -             | -             | -             | 34     | 1      |
| Усього за «Лехію»     | Усього за «Лехію»     | Усього за «Лехію»     | 34        | 1         |                    | 2                  | 0                  |                      | -                    | -                    |               | -             | -             | 36     | 1      |
| 2014–15               | «Бенфіка Б»           | 2Л                    | 29        | 1         | -                  | -                  | -                  | -                    | -                    | -                    | -             | -             | -             | 29     | 1      |
| 2015–16               | «Бенфіка Б»           | 2Л                    | 37        | 2         | -                  | -                  | -                  | -                    | -                    | -                    | -             | -             | -             | 37     | 2      |
| Усього за «Бенфіку Б» | Усього за «Бенфіку Б» | Усього за «Бенфіку Б» | 66        | 3         |                    | -                  | -                  |                      | -                    | -                    |               | -             | -             | 66     | 3      |
| 2016–17               | «Бохум»               | 2БЛ                   | 17        | 0         | КН                 | 0                  | 0                  | -                    | -                    | -                    | -             | -             | -             | 17     | 0      |
| 2017–18               | «Палермо»             | B                     | 27+2      | 0         | КІ                 | 0                  | 0                  | -                    | -                    | -                    | -             | -             | -             | 29     | 0      |
| 2018–19               | «Верона»              | B                     | 28+5      | 1         | КІ                 | 1                  | 0                  | -                    | -                    | -                    | -             | -             | -             | 34     | 1      |
| 2019–20               | «Верона»              | A                     | 1         | 0         | КІ                 | 0                  | 0                  | -                    | -                    | -                    | -             | -             | -             | 1      | 0      |
| Усього за «Верону»    | Усього за «Верону»    | Усього за «Верону»    | 29+5      | 1         |                    | 1                  | 0                  |                      | -                    | -                    |               | -             | -             | 35     | 1      |
| Усього за кар'єру     | Усього за кар'єру     | Усього за кар'єру     | 173+7     | 5         |                    | 3                  | 0                  |                      | -                    | -                    |               | -             | -             | 183    | 5      |

### Статистика виступів за збірну
| Дата       | Місто   | Господарі | Результат | Гості | Турнір           | Голи | Примітки |
| ---------- | ------- | --------- | --------- | ----- | ---------------- | ---- | -------- |
| 17-11-2015 | Вроцлав | Польща    | 3 – 1     | Чехія | товариський матч | -    | 86'      |
| Усього     |         | Матчів    | 1         |       | Голів            | 0    |          |